# Cirsium arvense var. integrifolium
Cirsium arvense var. integrifolium (возможное русскоязычное название Бодяк полевой разновидность цельнолистный) — многолетнее травянистое растение, один из двух подтвержденных внутривидовых таксонов вида Бодяк полевой семейства Астровые (Asteraceae). 

## Ботаническое описание
Разновидность отличается от основного вида прежде всего формой листа, доли которого мало выражены (край с волнистыми выступами), либо практически не выражены, формируя цельнокрайний лист. Ширина сплошной части листовой пластинки не менее 35 мм от центральной жилки. Шипы на выступах и кромке листа редкие. Нижняя сторона листа листа иногда имеет паутинно-волосистое опушение. Листовая пластинка плоская, не объемно-треугольная. Многочисленные цветочные головки собраны в рыхлое разветвленное соцветие.
Многолетнее травянистое растение.
Корень стержневой, с горизонтальными, укореняющимися отпрысками.
Стебли более одного, крепкие, восходящие, 50-150 см высотой, бороздчатые и слегка гранистые, нередко красноватые, голые или с редкими рассеянными волосками, в нижней части с укороченными бесплодными побегами в пазухах листьев, вверху ветвистые, под корзинками нередко серовато-паутинисто-волосистые.
Листья голые, снизу сизоватые или с нижней стороны более менее тонко-паутинисто-волосистые, продолговатые или продолговато-ланцетные. Нижние листья 7-17 см длиной, 1,5 - 4,5 см шириной, к основанию суженные, с коротким черешком. Верхние - сидячие, к верхушке стебля постепенно уменьшенные, к обоим концам оттянутые, более или менее глубоко и выемчато-перистолопастные, с округло-притупленными лопастями, заканчивающиеся тонкими шипами 2-5 мм длиной. Обычно листья мягкие, междоузлия без шипов.
Корзинки яйцевидно-продолговатые, 10-15 мм шириной, многочисленные на удлиненных и мелкооблистенных общих цветоносах, образуют общее метельчатое соцветие. Обертка черепитчатая, зеленоватая или темно-пурпурная. Наружные листочки обертки по краю мелко-паутинисто-волосистые, на верхушке с коротким отогнутым шипиком. 
Цветки лилово-розовые. Внутренние до 15 мм длиной с длинной узкой трубкой, у пестичных экземпляров в расширенной части сильно укороченные. 
Хохолок (паппус) грязно-белый, в нижней части желтоватый, с волосками 20-22 мм длиной. Семянка 2,5 - 4 мм длиной, желтоватая или коричневая.

## Распространение и экология
Ареал охватывает Скандинавию, Центральную Европу, Атлантические регионы Европы, Средиземноморье, Балкано-Малоазиатский регион. ВСеверной Америке встречается как заносное растение.
На территории России встречается спорадически в южных районах Европейской части, на севере - в прибалтийских регионах, повсеместно на Кавказе.

## Классификация

### Таксономия[3]
Cirsium arvense var. integrifolium  Wimm. & Grab., 1829, Fl. Siles. 2(2): 92
Разновидность Cirsium arvense var. integrifolium относится к виду Бодяк полевой (Cirsium arvense) рода Бодяк (Cirsium) семейства Астровые (Asteraceae) порядка Астроцветные (Asterales). Кладограмма в соответствии с Системой APG IV:
|  |                                      |  |                                   |                                   |                    |  | ещё 10 семейств | ещё 10 семейств |               |  |  |  | еще 510 подтвержденных и 521 в статусе "непроверенных" видов и инфравидовых таксонов |
|  |                                      |  |                                   |                                   |                    |  | ещё 10 семейств | ещё 10 семейств |               |  |  |  | еще 510 подтвержденных и 521 в статусе "непроверенных" видов и инфравидовых таксонов |
|  |                                      |  |                                   | порядок Астроцветные              |                    |  |                 |                 | род Бодяк     |  |  |  |                                                                                      |
|  |                                      |  |                                   | порядок Астроцветные              |                    |  |                 |                 | род Бодяк     |  |  |  |                                                                                      |
|  | отдел Цветковые, или Покрытосеменные |  |                                   |                                   | семейство Астровые |  |                 |                 | Бодяк полевой |  |  |  |                                                                                      |
|  | отдел Цветковые, или Покрытосеменные |  |                                   |                                   | семейство Астровые |  |                 |                 |               |  |  |  |                                                                                      |
|  |                                      |  | ещё 63 порядка цветковых растений | ещё 63 порядка цветковых растений |                    |  |                 | ещё 1804 рода   | ещё 1804 рода |  |  |  |                                                                                      |
|  |                                      |  |                                   | ещё 63 порядка цветковых растений |                    |  |                 |                 | ещё 1804 рода |  |  |  |                                                                                      |

### Синонимы
- Breea segeta f. lactiflora  (Nakai) W.Lee
- Breea segetum  (Bunge) Kitam.
- Carduus segetum  Franch.
- Carduus setosus  Bab.
- Cephalonoplos segetum  (Bunge) Kitam.
- Cirsium segetum  Bunge
- Cnicus segetum  Maxim.